# شعب ألاكالوف

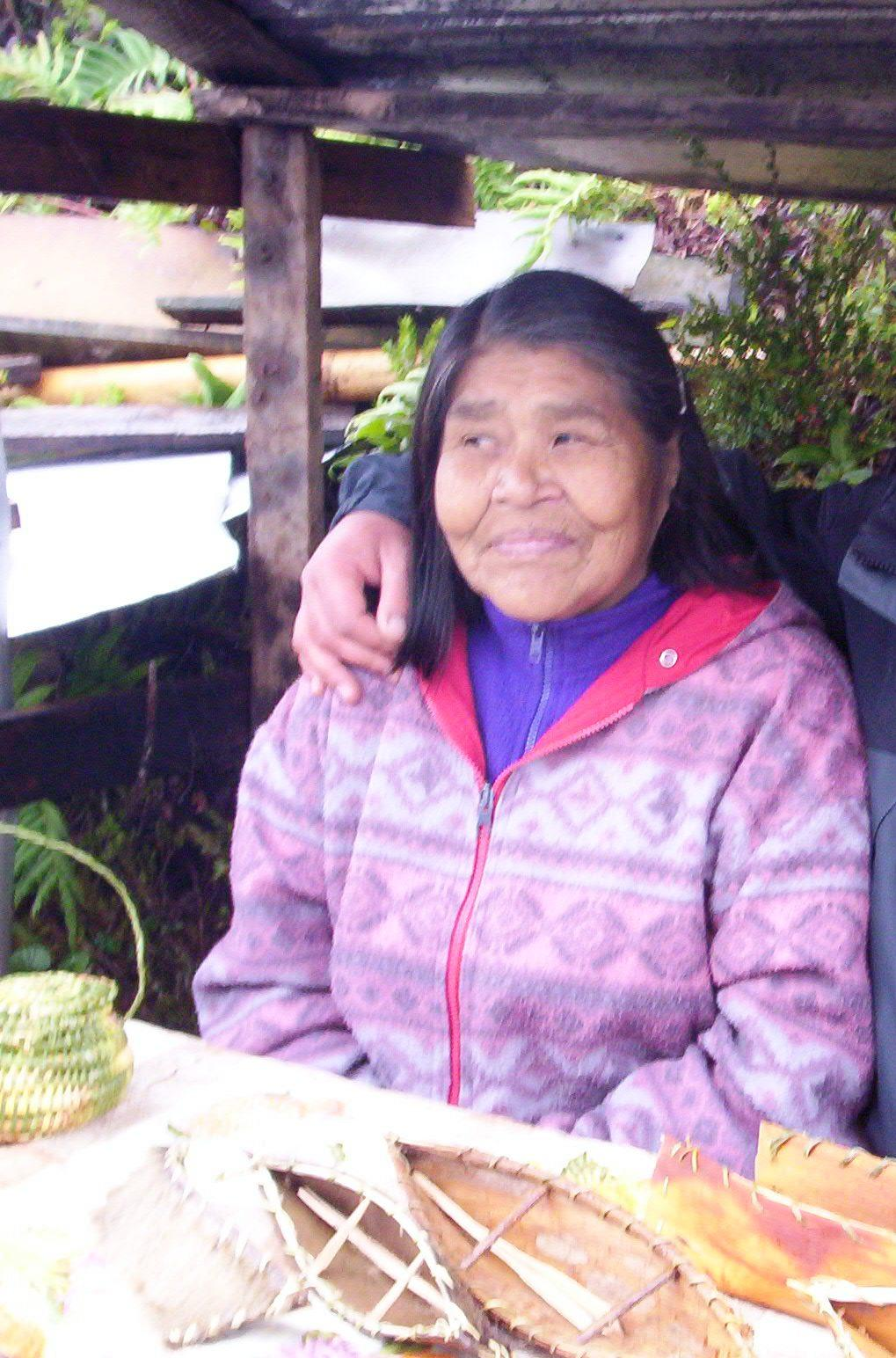
امرأة من الألاكالوف تبيع المصنوعات اليدوية للسياح في فيلا بويرتو إدان، الشيلي

الكاويسقار أو الكاويسكار، ويسمون أيضا ألاكالوف أو هالاكوولوب (تعني «آكل بلح البحر» في الياغانية)، هم شعب من أمريكا الجنوبية عاش في باتاغونيا الشيلية، خصوصا شبه جزيرة برونسويك وويلينغتون، وسانتا إناس، وجزر ديسولاسيون للمناطق الغربية لأرض النار. لغتهم التقليدية معروفة باسم لغة الكاويسقار، وهي مهددة بالانقراض بسبب وجود عدد قليل من الناجين المتحدثين بها.